# Gnatholymnaeum blackburni
Gnatholymnaeum blackburni är en skalbaggsart som beskrevs av Sharp 1903. Gnatholymnaeum blackburni ingår i släktet Gnatholymnaeum och familjen jordlöpare. Inga underarter finns listade i Catalogue of Life.